# Haus Oldenburg

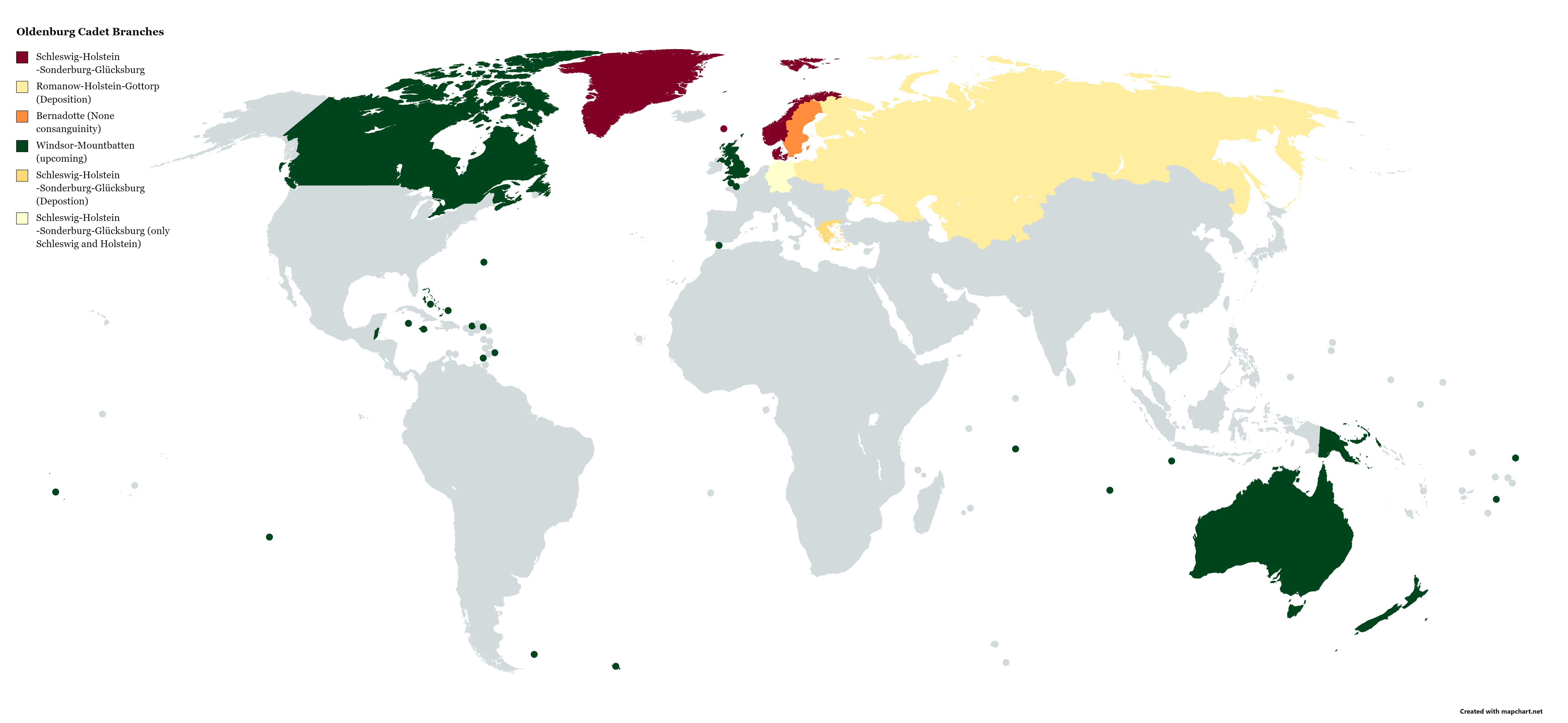
Übersicht aller von Nebenlinien des Hauses Oldenburg gehaltenen Titel sowie durch Erbfolge folgender

Das Haus Oldenburg ist eines der bedeutendsten Geschlechter des europäischen Hochadels. Es gründet auf einem alten norddeutschen Fürstengeschlecht, dessen Ursprünge im Osnabrücker Nordland liegen. Es wurde mit Egilmar I. 1091 erstmals sicher bezeugt. Die namensgebende Burg Oldenburg (heute Schloss Oldenburg) lag an der Hunte, wurde 1108 erstmals erwähnt und diente den Grafen von Oldenburg seit Mitte des 12. Jahrhunderts als Residenz.
1448 gelangte der Oldenburger Graf Christian durch Wahl auf den dänischen Königsthron und trat die Grafschaft an seinen jüngeren Bruder Gerhard ab. Die ältere, dänische Linie regiert bis heute ununterbrochen. Sie verzweigte sich vielfach, regierte zugleich im Herzogtum Schleswig und in der Grafschaft Holstein, zeitweise auch in Schweden und bis heute in Norwegen. Nach dem Erlöschen der jüngeren, von Gerhard abstammenden Linie fiel ihr 1667 auch die Grafschaft Oldenburg wieder zu. 1762 gelangte sie auf den Thron der russischen Zaren und 1863 auf den Griechenlands. Sämtliche Zweige bilden das Gesamthaus Oldenburg.
Die bis 1918 regierenden Großherzöge von Oldenburg sowie die russischen Zaren aus dem Hause Romanow-Holstein-Gottorp und die schwedischen Könige bis 1818 gehören genealogisch zum Hause Schleswig-Holstein-Gottorf. Die noch heute regierenden Königshäuser von Dänemark und Norwegen gehören genealogisch zum Zweig Schleswig-Holstein-Sonderburg-Glücksburg, desgleichen das frühere griechische Königshaus sowie über seinen aus Griechenland stammenden Vater, Prinz Philip, auch der britische König Charles III. und dessen Nachkommen.

## Geschichte
Europäische Bedeutung erlangte das Grafengeschlecht der Oldenburger, als 1448 Christian I., der älteste Sohn des Grafen Dietrich von Oldenburg († 1440), zum König von Dänemark und 1457 zum König von Schweden und Norwegen gewählt wurde. Er begründete die bis heute in Dänemark und Norwegen regierende Linie. Sein jüngerer Bruder Gerhard IV. gen. Gerd der Mutige (abged. 1482) (um 1430–1500) setzte die in der Grafschaft Oldenburg regierende gräfliche Linie fort, die mit dem Tod des landesgeschichtlich herausragenden Grafen Anton Günther im Jahr 1667 erlosch. Anton, der uneheliche Sohn Anton Günthers, wird Begründer des halbsouveränen Hauses Aldenburg-Bentinck, während die Grafschaft Oldenburg an die ältere, königlich dänische Linie fällt. Von dieser zweigten sich u. a. die Linien Schleswig-Holstein-Gottorf (auch Holstein-Gottorp, ab 1762 russisches Zarenhaus Romanow-Holstein-Gottorp) und Schleswig-Holstein-Sonderburg ab.

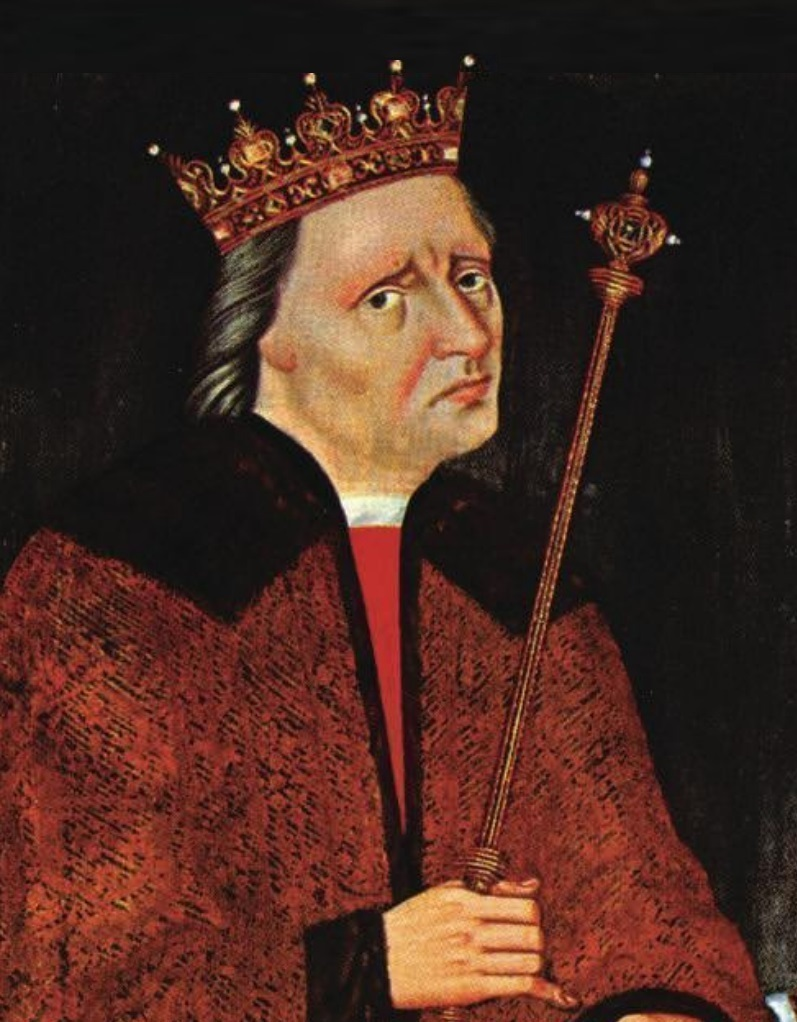
König Christian I. von Dänemark, Norwegen und Schweden (1426–1481)
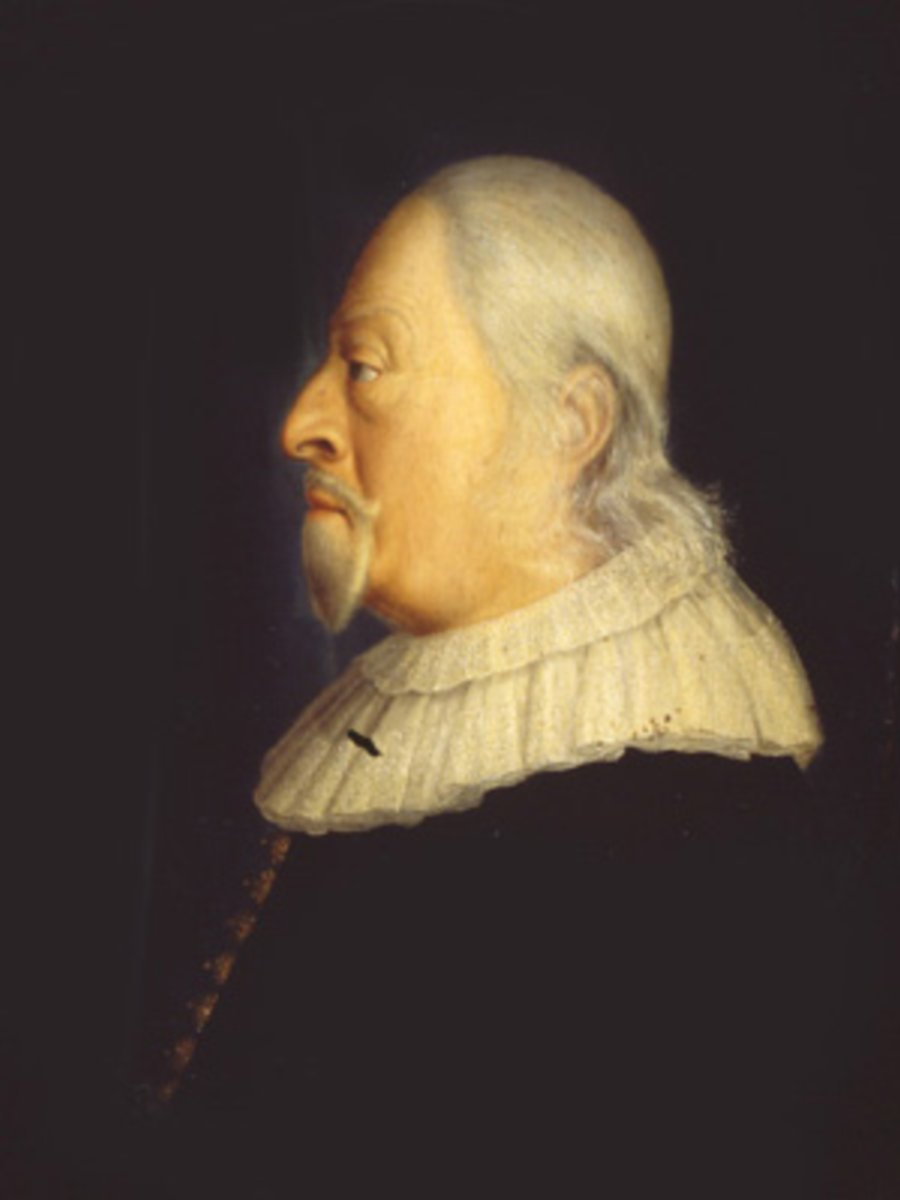
Graf Anton Günther von Oldenburg (1583–1667)

Die Sonderburger Linie zerfiel in zahlreiche Zweige: Der Augustenburger Zweig Schleswig-Holstein-Sonderburg-Augustenburg erlosch 1931. Dagegen kam die jüngere Glücksburger Linie – Schleswig-Holstein-Sonderburg-Glücksburg, ursprünglich Linie der Herzöge von Holstein-Beck – 1863 mit Christian IX. auf den dänischen Thron und hält diesen bis heute inne. König Christians IX. zweiter Sohn wurde 1863 als Georg I. König von Griechenland. Seine Nachkommen haben dort bis 1967 regiert.
Karl, Enkel Christians IX., wurde als Håkon VII. 1905 König von Norwegen, wo die Oldenburger ebenfalls bis heute den König stellen. Der griechische Zweig stellt mit Charles III., Sohn von Philip Mountbatten, Duke of Edinburgh (geboren als Prinz Philippos Andreou von Griechenland und Dänemark), den britischen König.
Schon bevor die Glücksburger Linie die dänische Königswürde erhielt, hatte die ältere Linie Schleswig-Holstein-Gottorp mit Karl Peter Ulrich als Peter III. den russischen Zarenthron erlangt. Seine Nachkommen regierten unter dem Namen Romanow-Holstein-Gottorp bis 1917 in Russland.
1751 erlangte Adolf Friedrich, ein Spross der Gottorper Linie, die Krone Schwedens und wurde Begründer der schwedischen Königslinie, die bis 1818 den Thron besaß, der dann durch Adoption an das Haus Bernadotte überging. Mit Friedrich August von Holstein-Gottorp (1711–1786), dem Fürstbischof von Lübeck, erhielt ein Bruder Adolf Friedrichs von Schweden im Vertrag von Zarskoje Selo 1773 die Grafschaft Oldenburg und wurde 1776 zum Herzog erhoben. Von ihm stammen die Großherzöge (seit 1815) von Oldenburg (jüngere Linie Holstein-Gottorp) ab, die bis 1918 regierten.

## Übersicht über die wichtigsten Linien des Gesamthauses Oldenburg
- Oldenburg (ursprünglich gräfliche Linie, stellte ab 1448 die Könige von Dänemark, erloschen 1863)
  - Oldenburg (gräfliche Linie ab 1448, erloschen 1667)
  - Schleswig-Holstein-Gottorp (stellte seit 1544 Herzöge in Schleswig-Holstein)
    - Romanow-Holstein-Gottorp (gegründet durch Karl Peter Ulrich, welcher als Peter III. russischer Zar wurde) stellte die Zaren von Russland bis 1917
    - Holstein-Gottorp, ältere Linie (stellte von 1751 bis 1818 die schwedischen Könige, mit dem Ableben des letzten männlichen Nachfahren des 1809 abgesetzten Königs Gustav IV. Adolf 1877 ausgestorben)
    - Holstein-Gottorp, jüngere Linie (stellte von 1773 bis 1918 die (Groß-)Herzöge von Oldenburg), siehe unten

  - Schleswig-Holstein-Hadersleben (1544–1580)
  - Schleswig-Holstein-Sonderburg, mit zahlreichen weiteren Linien, u. a.
    - Schleswig-Holstein-Sonderburg-Glücksburg jüngere Linie, stellte die Herzöge von Schleswig-Holstein-Sonderburg-Glücksburg (ab 1825, nicht regierendes Haus), die Könige von Dänemark (seit 1863), Griechenland (1863–1924 und 1935–1973), Norwegen (seit 1905) und des Vereinigten Königreichs von Großbritannien und Nordirland (seit 2022)

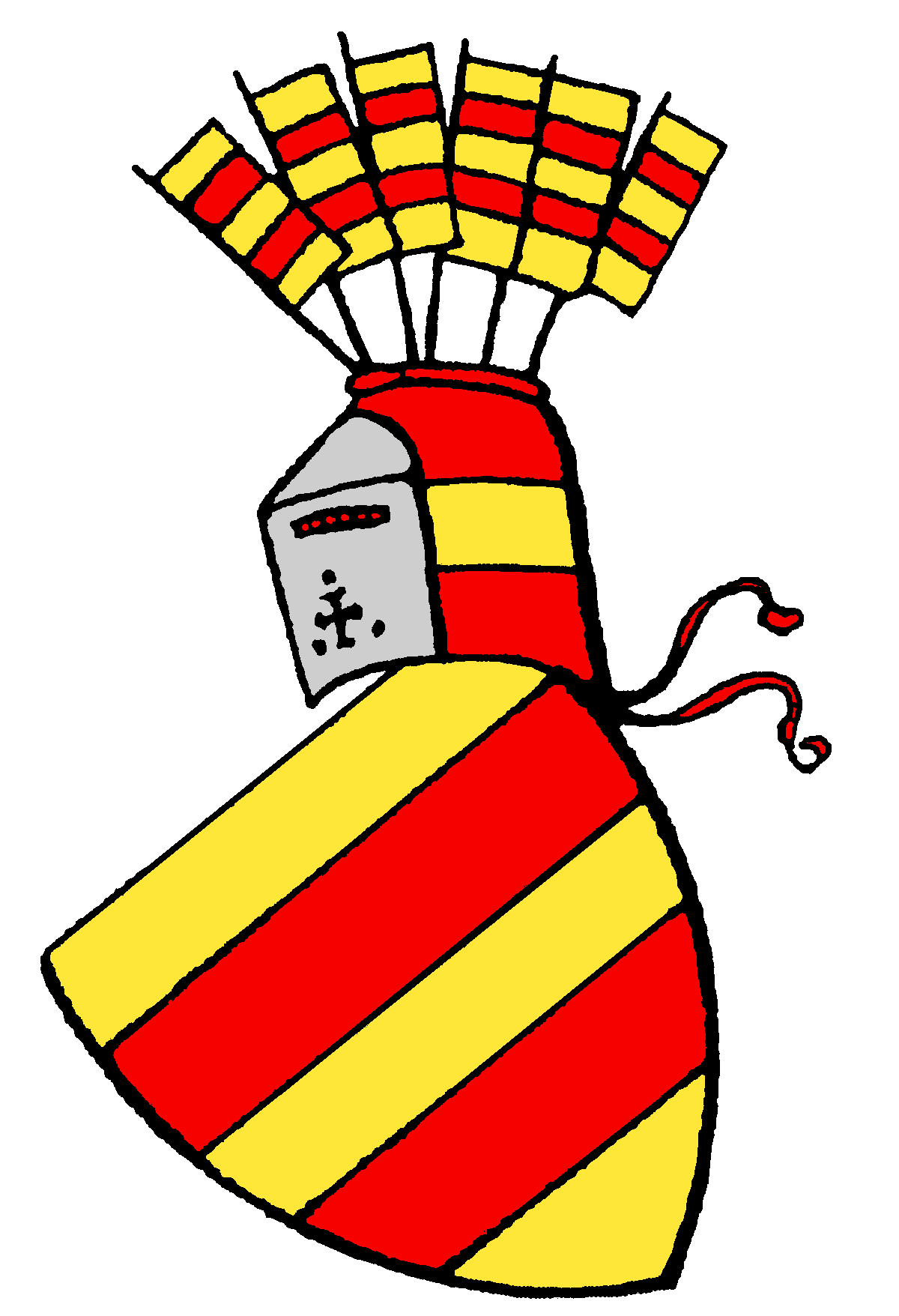
Stammwappen des Hauses Oldenburg
Wappen des Hauses Schleswig-Holstein-Gottorp
Wappen des Hauses Romanow-Holstein-Gottorp
Wappen der Großherzöge von Oldenburg (jüngere Linie Holstein-Gottorp)
Wappen des herzoglichen Hauses Schleswig-Holstein-Sonderburg-Glücksburg
Wappen der Könige von Dänemark
Wappen der Könige von Griechenland
Wappen der Könige von Norwegen

## Prominente Vertreter
Die bedeutendsten Vertreter des Gesamthauses Oldenburg sind derzeit:
- Gottorfer Linie (Oldenburg)
  - Christian Herzog von Oldenburg (Chef des Gesamthauses Oldenburg)
- Glücksburger Linie
  - Christoph Prinz zu Schleswig-Holstein (Chef der Linie Glücksburg)
  - Königin Margrethe II. von Dänemark
  - König Harald V. von Norwegen
  - Königin Sophia von Spanien
  - König Charles III. des Vereinigten Königreichs Großbritannien und Nordirland

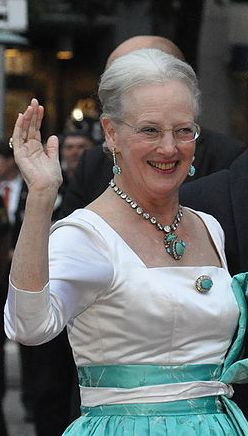
Königin Margrethe II. von Dänemark (* 1940)
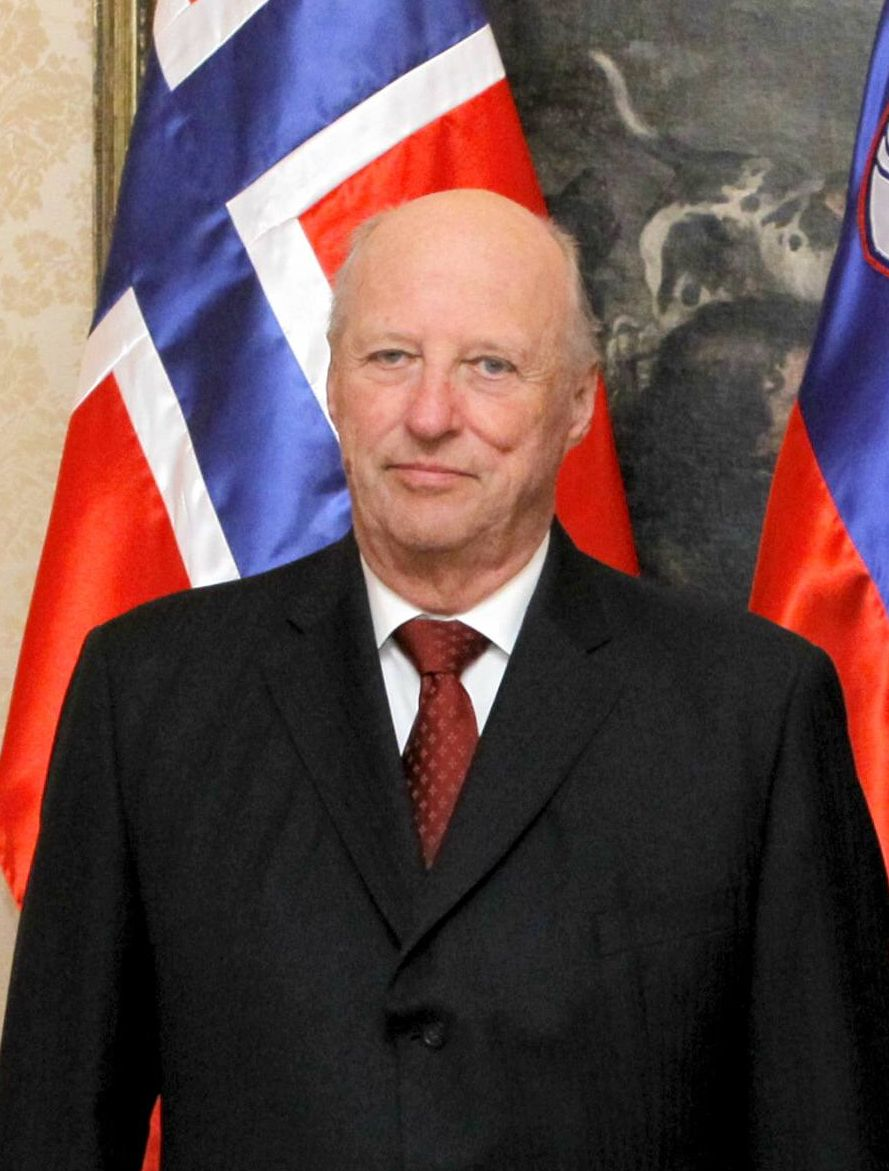
König Harald V. von Norwegen (* 1937)
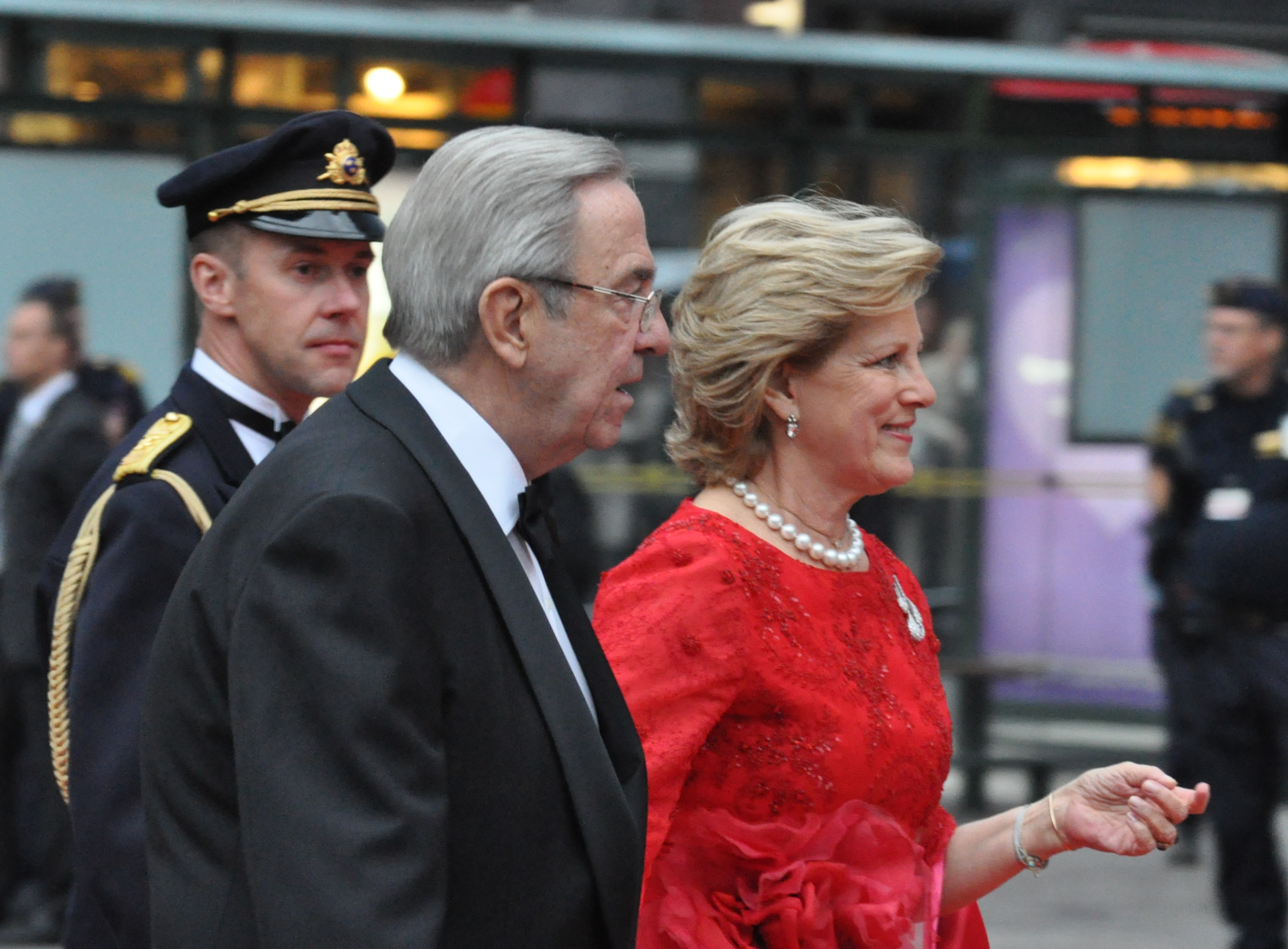
König Konstantin II. von Griechenland (1940–2023) und Königin Anne-Marie, Prinzessin von Dänemark (* 1946)
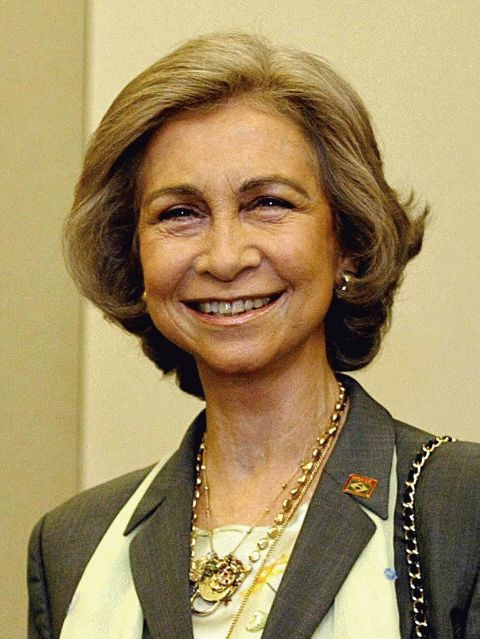
Königin Sophia von Spanien, Prinzessin von Griechenland und Dänemark (* 1938)

## Das jüngere Haus Oldenburg seit 1776

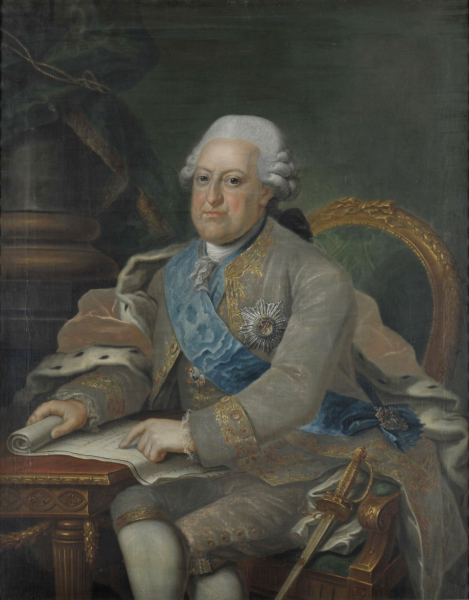
Friedrich August von Schleswig-Holstein-Gottorf, ab 1773 erster Herzog von Oldenburg

Zarin Katharina II. von Russland, welche die Vormundschaft über ihren Sohn, den Großfürsten und Zarewitsch Paul Petrowitsch, zugleich Erbherzog von Holstein-Gottorp, innehatte (die ältere Linie des Hauses Holstein-Gottorp regierte seit der Thronbesteigung seines Vaters 1762 als Haus Romanow-Holstein-Gottorp in Russland), tauschte nach Verhandlungen von 1767 im Mai 1773 die holstein-gottorpischen Erblande gegen die bis dahin dänischen Grafschaften Oldenburg und Delmenhorst; diese trat Großfürst Paul durch den Vertrag von Zarskoje Selo Ende 1773 dem Fürstbischof von Lübeck, Friedrich August, einem Mitglied der in Holstein verbliebenen jüngeren Linie des Hauses Holstein-Gottorp und Bruder des schwedischen Königs Adolf Friedrich, ab. Durch diesen Vorgang entsagte Russland allen Ansprüchen an das Herzogtum Schleswig, das nun vollständig in dänischen Besitz kam. Des Weiteren wurde das Hochstift Lübeck, bis dato eine gottorpische Sekundogenitur mit reichsunmittelbaren Gebieten nördlich von Lübeck und um Eutin, mit Oldenburg faktisch in Personalunion vereinigt. Die seit dem Mittelalter bestehende Grafschaft Oldenburg wurde Ende 1774 durch Reichsdekret zum Herzogtum erhoben. Im Reichsdeputationshauptschluss 1803 wurde das Hochstift Lübeck dann in ein erbliches weltliches Fürstentum umgewandelt und als Fürstentum Lübeck den Herzögen von Oldenburg zugesprochen. 1804 einigte sich der Herzog von Oldenburg Peter Friedrich Ludwig in einem Vergleich mit der Hansestadt Lübeck auf eine Verteilung der Stiftsgrundstücke in der Stadt und der Ländereien des Domkapitels, sodass wechselseitig eine arrondierende Gebietsabgrenzung besonders bei den Lübecker Exklaven erfolgte.
1815 wurde auf dem Wiener Kongress das Herzogtum zum Großherzogtum Oldenburg erhoben und erlangte kurz danach weiteren Gebietszuwachs, namentlich das Fürstentum Birkenfeld an der Nahe und die Herrschaft Jever. 1854 trat Oldenburg dem Deutschen Zollverein und 1867 dem Norddeutschen Bund bei, 1871 wurde es ein Bundesland des Deutschen Kaiserreichs. Im Zuge der Novemberrevolution entsagte Großherzog Friedrich August am 11. November 1918 dem Thron. Das Oldenburger Residenzschloss und Schloss Jever gingen in Staatsbesitz über, das Herzogliche Mausoleum in Oldenburg sowie das Schloss Rastede bei Oldenburg, das Schloss Eutin und das Gut Güldenstein in Ostholstein verblieben im Besitz des herzoglichen Hauses. Das Eutiner Schloss wurde später in eine Stiftung eingebracht, die das Schlossmuseum unterhält.

## Oberhäupter des Hauses Oldenburg (deutsche Linie) seit 1776
- Friedrich August aus dem Hause Schleswig-Holstein-Gottorf, Herzog von Oldenburg 1776–1785
- Peter Friedrich Wilhelm, Herzog 1785–1823 (stand seine gesamte Regierungszeit über unter Regentschaft)
- Peter I. Friedrich Ludwig, Prinzregent 1785–1810 und 1813–1823, Großherzog 1823–1829 (führte den Großherzogstitel nicht)
- August I., Großherzog 1829–1853
- Peter II., Großherzog 1853–1900
- August II., Großherzog 1900–1918, Oberhaupt des Hauses 1900–1931
- Nikolaus von Oldenburg, Oberhaupt des Hauses 1931–1970
- Anton Günther Herzog von Oldenburg, Oberhaupt des Hauses 1970–2014
- Christian Herzog von Oldenburg, Oberhaupt des Hauses seit 2014

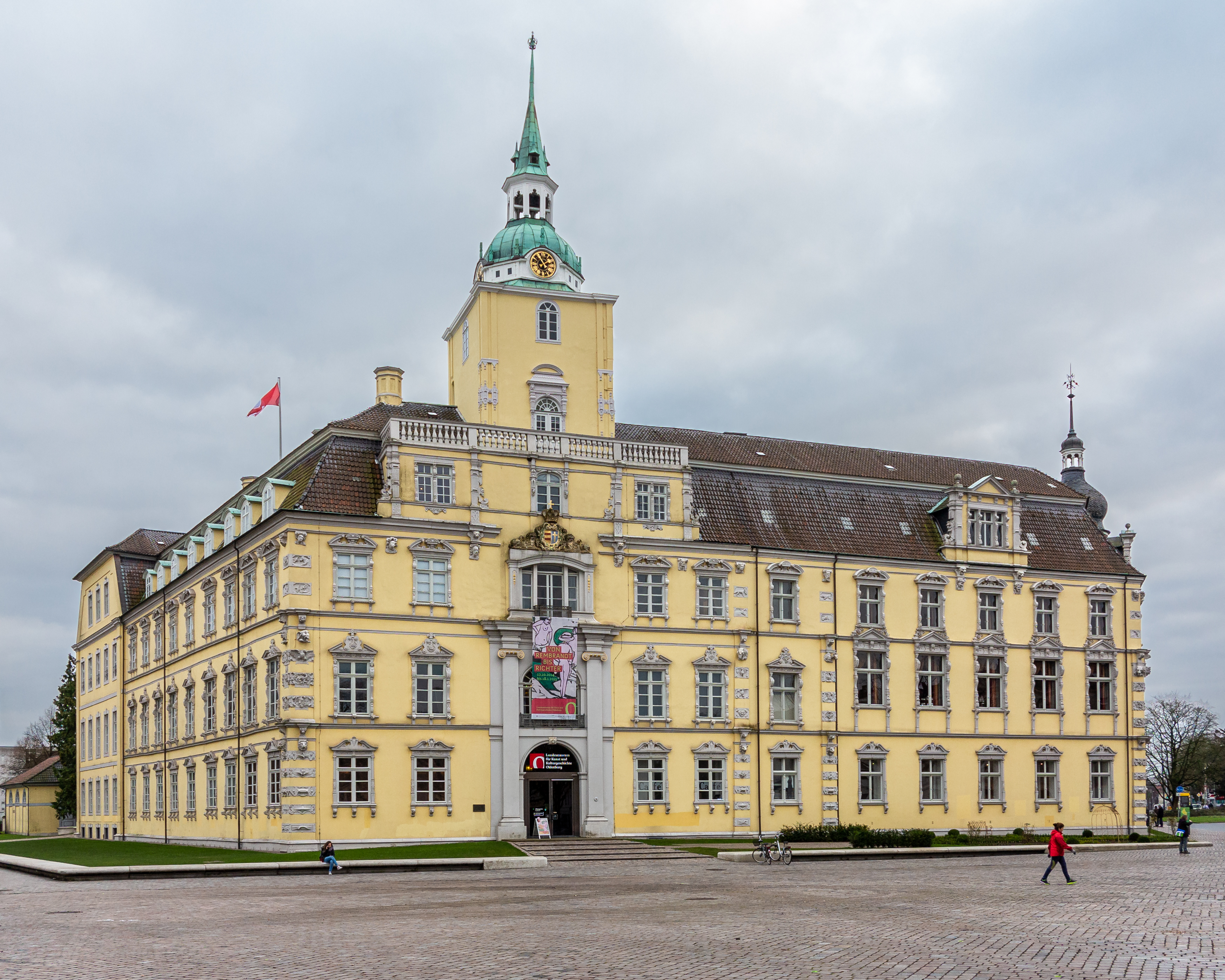
Schloss Oldenburg
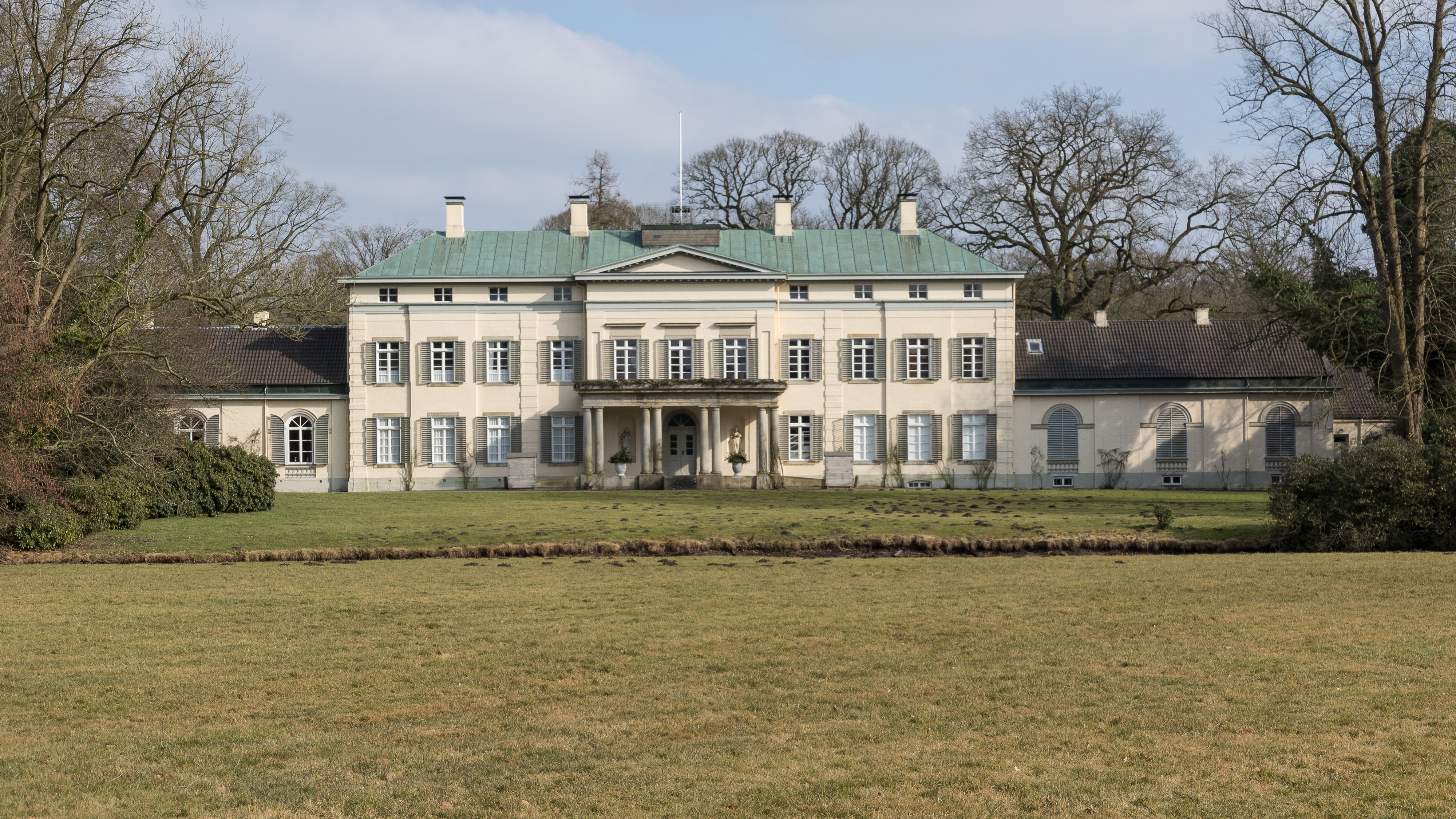
Schloss Rastede
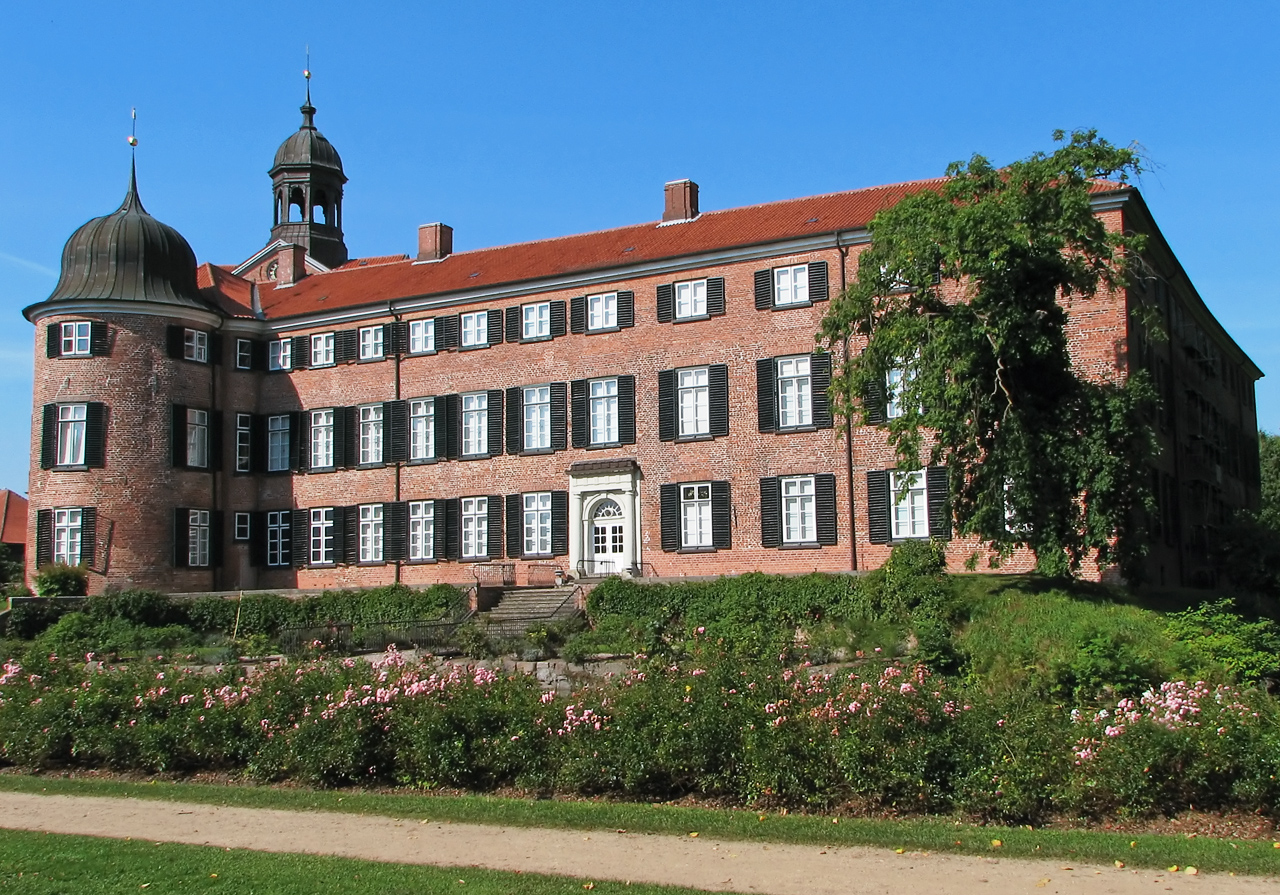
Schloss Eutin
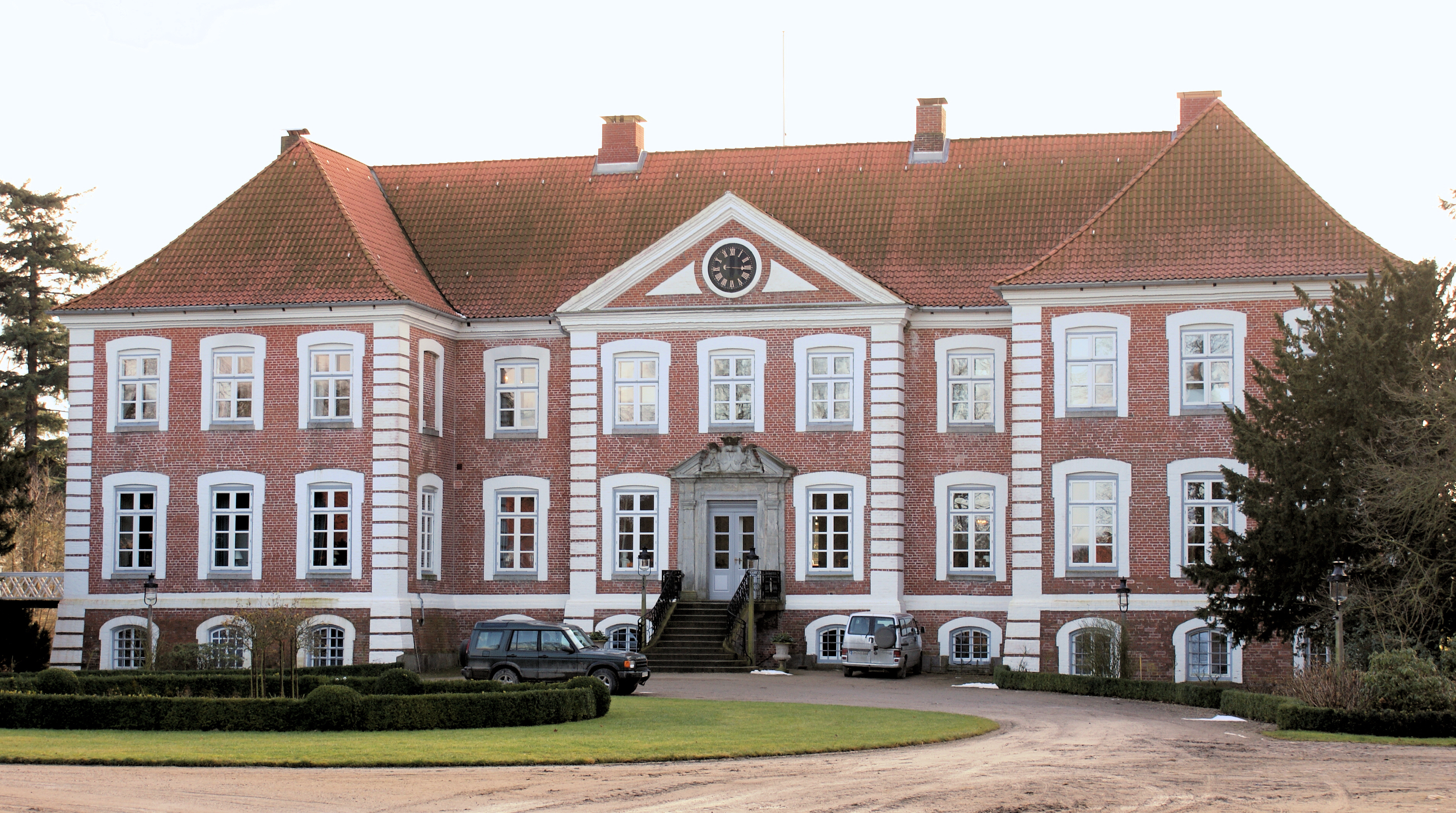
Gut Güldenstein